# Pikes Peak
El Pikes Peak (originalment, Pike's Peak), és una muntanya de 4.302 metres de les muntanyes Rocoses, a Colorado. Abans, s'havia dit, en castellà, El Capitán, en memòria del capità Zebulon Pike, un explorador que va dirigir una expedició al sud de Colorado el 1806.